# ROBIN '99
『ROBIN '99』は、日本の歌手である島田歌穂（KAHO）の1998年11月26日に発売されたアルバムである。

## 解説
近未来都市を訪れた宇宙人ロビンを主人公にしたドラマCDとしての面を持ち、タイトルの「ROBIN」も島田歌穂がかつて『がんばれ!!ロボコン』内で演じたロビンに由来する。
なお、島田歌穂は本作の翌年に発売された『燃えろ!!ロボコンVSがんばれ!!ロボコン』でもロビンを演じているが、ストーリーなどに関連は無い。

## 収録曲
1. Robin 1
2. 愛していても
3. 蘭の夜
4. 愛のさざ波
5. あなたは知らない
6. DICOBA DONG
7. Robin 2
8. Robin '99
9. かげろう
10. RANCAK BERTEMU
11. 星空のNight Club
12. Robine 3
13. 夕陽が泣いている
14. タイム・トゥ・セイ・グッバイ さよならの時刻
15. SINARAN
16. DIUSIK SEPI